# 全日本学生囲碁連盟
全日本学生囲碁連盟（ぜんにほんがくせいいごれんめい）は、日本の囲碁の学生組織。1957年（昭和32年）創立。北海道、東北、関東、北信越、中部、関西、中国四国、九州の8地区の囲碁連盟から構成される。

## 創設
学生の囲碁は、1924年（大正13年）に東京大学囲碁連盟が結成され、いったん弱体化するが1930年に再結成。1931年に6校によるリーグ戦が開始、これを母体に1942年に関東大学囲碁連盟が結成され、参加校は8校となる。しかし大戦の影響でリーグ戦も1943年に中断。戦後1947年に関東大学囲碁連盟が再建、リーグ戦も再開。1952年には関西学生囲碁連盟設立。1957年に全日本大学囲碁連盟が結成され、同年から全日本学生本因坊決定戦も開始された。結成時の役員は、会長津島寿一、副会長藤田梧郎、理事に村島誼紀、酒井健夫、林裕。
1964年には全日本学生囲碁十傑戦も開催され、この頃の参加校は100校ほどになった。

## 主催イベント
- 全日本大学囲碁選手権(1957-）
- 全日本学生本因坊決定戦（1957-）
- 全日本学生囲碁十傑戦（1964-）
- 全日本女子学生本因坊決定戦（1966-）
- 全日本学生囲碁名人戦（1979-2002, 2008-2010）
- 全日本学生囲碁王座戦（2002-）
- 世界学生囲碁王座戦（2003-）
- 全日本学生囲碁最強位戦（2013-）

この他に、各地区の囲碁連盟によって団体リーグ戦や、個人戦の地区予選、その他の大会も開かれている。